# フェルッチョ・ジャンニーニ
フェルッチョ・A・ジャンニーニ（Ferruccio A. Giannini、1868年11月15日 - 1948年9月17日）はイタリア出身のアメリカの歌手（テノール）で、録音最初期に数々のオペラの録音を行い、オペラ録音の先駆者と言われる。

## 生涯

### 出生、音楽を学ぶ
1868年、イタリアのバルガ生まれ。ジャンニーニの若い頃については詳しく研究されていないため不明である。17歳のときにアメリカに移住し、ボストンではエレオドロ・デ・カンピ（Eleodoro De Campi）に歌唱を学ぶ。1891年にボストンで正式デビューを果たす。 

### デビュー後
ヴァイオリニストのアントニエッタ・ブリジリア（Antonietta Brigilia）と出会う1892年頃までストラコッシュ・オペラ・カンパニー（Strakosch Opera Company）で演奏していた 。アントニエッタとは後に結婚している。1893年にフィラデルフィアに移住し、同地に小規模の劇場を創設した。そこで若い学生らとオペラ・コンサートをする企画も実施した。その後、ジャンニーニは同じくフィラデルフィアにヴェルディ・オペラ・ハウス（Verdi Opera House）を建設している（1905年）。彼はまた、1890年代後半にイタリア王立海兵隊 (Royal Marine Band of Italy、当初の名称はバンダ・ロッサ) を設立。 1896年から1913年まで、彼はベルリーナ・グラモフォン、ビクター、コロンビア、レックス（en:Rex Records (1912)）等の様々なレコード会社でレコードを残した。

### 死
彼は1948年、フィラデルフィアで亡くなった。

## 家族
前から交流をしていたアントニエッタ・ブリジリアと結婚し、3人の子が生まれた。父の職を受け継いで、いずれの子もオペラの面で功績を残した。
- ドゥゾリーナ・ジャンニーニ（en:Dusolina_Giannini） - ソプラノ歌手。
- ユーフェミア・ジャンニーニ・グレゴリー（Eufemia Giannini Gregory） - カーティス音楽院の声楽教師を務め、アンナ・モッフォなども彼に学んだ。
- ヴィットリオ・ジャンニーニ（Vittorio Giannini） - オペラ作曲家。

## 録音

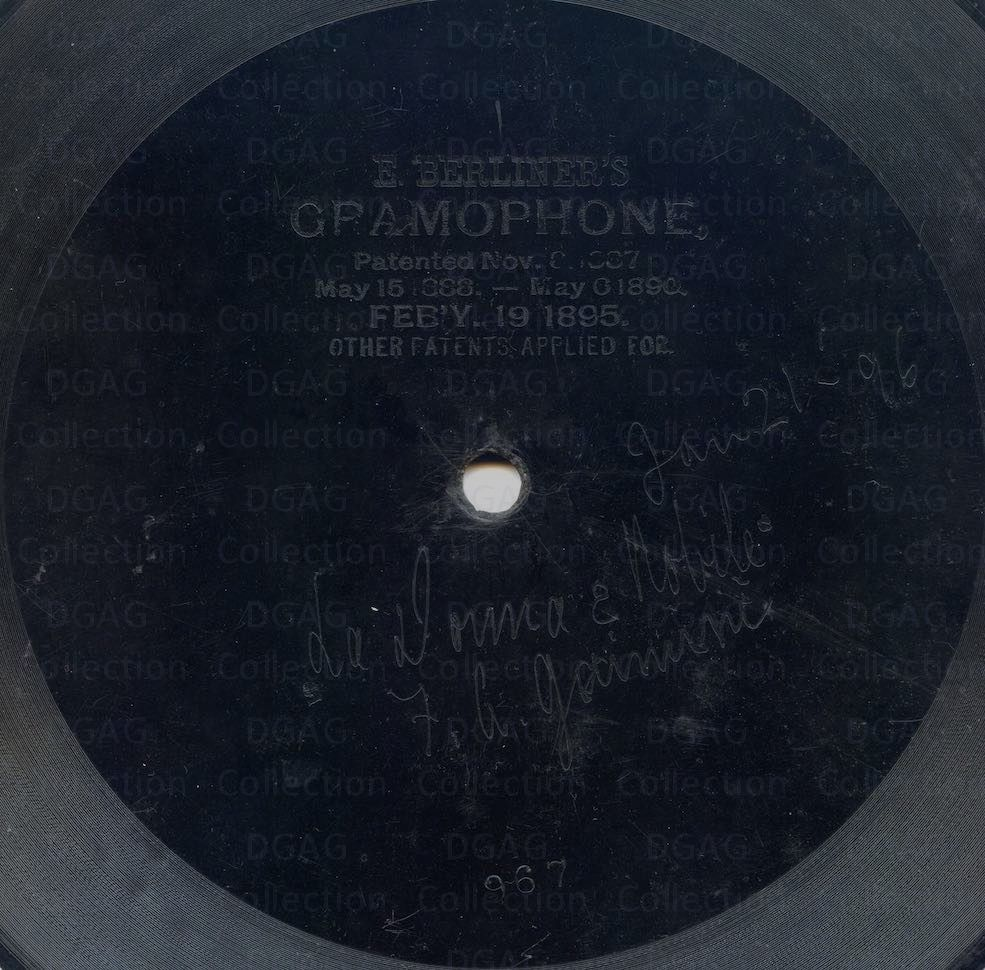
ジャンニーニの全名が刻まれたレコード (F. A. Giannini)

1896年、ジャンニーニはエミール・ベルリナーから、ベルリーナ・グラモフォンのレコードの為にオペラを録音するよう言われた。そこで彼は、リゴレットの『女心の歌』の一部を最初に録音した。数か月後、彼は戻って1896年3月から1898年11月までかなりの数を録音し、1899年には3回の録音吹き込みに参加し、計83回以上の録音を遺している。彼の作品の一部は、オンラインで閲覧できる。
また、1903年6月から1904年10月までビクターおよびコロムビアの会社で録音を担当し、1908年から 1913年まではレックスも務めた。さらに、19年頃にはエジソン社用レコードも発見された。

## 主なディスコグラフィー
- Berliner 967 - La Donna è MobileBerliner 902a - SicilianaBerliner 905a - M'appariBerliner 1740 (?) - Quando le sere al placidoBerliner 967 - "La Donna è Mobile" ("Rigoletto")
- Berliner 902a - "Siciliana" ("Cavalleria Rusticana")
- Berliner 903 - "Di Quella Pira" ("Il Trovatore")
- Berliner 932 - "Viva il Vino" ("Cavalleria Rusticana")
- Berliner 905a - "M'appari" ("Martha")
- Berliner 902/971 - "The Palms"
- Berliner 983 - "Questa o quella" ("Rigoletto")
- Berliner 985 - "Funiculi Funicula" (sic)
- -Berliner 1740 (likely unreleased master) - "Quando le sere al placido" ("Luisa Miller")
- +Berliner 0572 -"Miserere" (Il Trovatore")
- -Victor 2404 - "Funiculi Funicula"
- -Victor 2506 - "Violets"
- Columbia 1738 - "Miserere" ("Il Trovatore")
- Rex F 5088 - "E lucevan le stelle" ("Tosca")

## 最近
ジャンニーニは生前、他の歌手と比べあまり活躍せず、1929年に破産のため劇場を閉鎖せざるを得なくなった。学生を使った企画やその他特別なイベント以外では、大々的なオペラコンサートをあまり開催しなかったことが原因とされる。20世紀後半にはほとんど忘れ去られ、しかも音質が非常に悪いため長らく無視されてきた。しかし、最近は彼のいくつかのレコードが発見され、再評価の動きが高まりつつある。